# Чонград (комитат)
Чонград (венг. Csongrád) — исторический комитат в центральной части Венгерского королевства. В настоящее время эта территория входит в состав медье Чонград-Чанад Венгерской республики, а небольшая часть — в состав Северобанатского округа автономной области Воеводина республики Сербия. Административным центром комитата Чонград был город Сентеш.

## География
Чонград лежит в центральной части Среднедунайской равнины, в бассейне реки Тиса. Здесь преобладали низменности, а долина Тисы отличалась множеством заболоченных местностей. На территории Чонграда в Тису впадают её крупные притоки Кёрёш и Марош. Площадь комитата составляла 3569 км² (по состоянию на 1910 год). Чонград граничил со следующими комитатами Венгрии: Бекеш, Чанад, Торонталь, Бач-Бодрог, Пешт-Пилиш-Шольт-Кишкун и Яс-Надькун-Сольнок.
Благодаря разливам Тисы и благоприятным климатическим условиям Чонград стал одним из самых плодородных комитов Венгрии. Здесь было высоко развито товарное зерновое хозяйство, чонградская пшеница была важной статьёй венгерского экспорта. Кроме того в комитате выращивали табак и виноград. Район Сегеда был известен своей паприкой. Многочисленные реки способствовали развитию рыболовства и судоходства. Промышленность в комитате была слабо развита, лишь в Сегеде существовало несколько предприятий текстильной и пищевой промышленности.

## История

Герб комитата Чонград

Чонград был одним из первых комитатов Венгерского королевства, образованных в начале XI века при короле Иштване I Святом. Своё название он получил от одноимённого королевского замка, расположенного в северо-западной части комитата (позднее на этом месте вырос город Чонград). Само слово «чонград» имеет славянские корни и, по-видимому, означало «чёрный город». В начале XVI века территория комитата была завоёван турками и вошла в состав Будского пашалыка Османской империи. Турецкая оккупация продолжалась до конца XVII века.
После поражения Австро-Венгрии в Первой мировой войне в 1918 г. самая южная часть комитата Чонград вокруг городка Хоргош была передана Королевству сербов, хорватов и словенцев (с 1929 г. — Югославия). Остальная часть осталась в составе Венгерской республики, образовав медье Чонград. Этот раздел был подтверждён условиями Трианонского договора 1920 г.
После Второй мировой войны, в 1950 г., в состав медье Чонград была включена южная часть бывшего медье Чанад-Арад-Торонтал, в том числе город Мако. Югославская часть Чонграда в настоящее время входит в состав Северобанатского округа Воеводины, автономной области республики Сербия.

## Население
Согласно переписи 1910 г. на территории комитата Чонград проживало 325 568 жителей, 98 % которых были этническими венграми. Немцев в комитате было около 0,8 % жителей, Хевеш, а сербов — менее 0,5 %. Господствующий религией населения был католицизм, а среди других религиозных конфессий некоторое значение в комитате имел кальвинизм.

## Административное деление

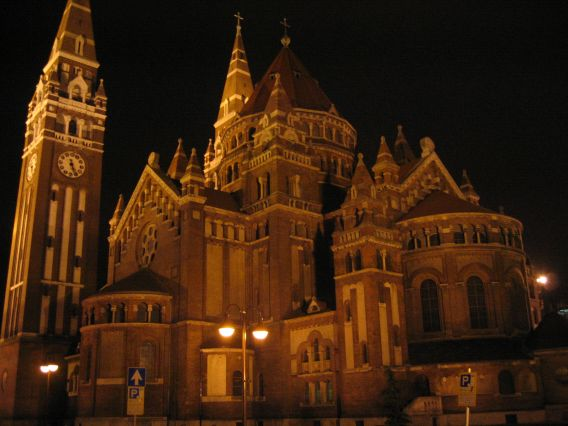
Кафедральный собор Сегеда ночью

В начале XX века в состав комитата входили следующие округа:
| Округа           | Округа        |
| Округ            | Адм. центр    |
| ---------------- | ------------- |
| Тисаниннен       | Кишкундорожма |
| Тисантул         | Миндсент      |
| Чонград          | Чонград       |
| Свободные города |               |
| Сегед            |               |
| Ходмезёвашархей  |               |
| Муниципалитет    |               |
| Сентеш           |               |